# Качконосові
Качконосові або качкодзьобові (Ornithorhynchidae) — родина однопрохідних ссавців, що представлена одним сучасним видом — качкодзьоб (Ornithorhynchus anatinus). Рід Obdurodon існував із палеоцену по міоцен. Роди Steropodon та Teinolophos, що раніше відносили до цієї родини, зараз виділено до окремої родини Steropodontidae.

## Класифікація
- Родина Ornithorhynchidae
  - Рід †Obdurodon
    - †Obdurodon dicksoni
    - †Obdurodon insignis
    - †Obdurodon sudamericanum
    - †Obdurodon tharalkooschild

  - Рід Ornithorhynchus
    - Ornithorhynchus anatinus